# Orilka (obwód charkowski)
Orilka (ukr. Орілька) – osiedle typu miejskiego na Ukrainie, w obwodzie charkowskim, w rejonie łozowskim. W 2001 liczyło 3909 mieszkańców, wśród których 3630 wskazało jako ojczysty język ukraiński, 254 rosyjski, 2 mołdawski, 1 bułgarski, 14 białoruski, a 8 inny.